# Kanton Saint-Denis-4
Kanton Saint-Denis-4 (francouzsky Canton de Saint-Denis-4) je francouzský kanton v departementu Réunion v regionu Réunion. Tvoří ho pouze část města Saint-Denis.